# Abellerol de Malimba
L'abellerol de Malimba (Merops malimbicus) és una espècie d'ocell de la família dels meròpids (Meropidae) que habita la selva humida, especialment al llarg dels grans rius, a Costa d'Ivori, Burkina Faso, Ghana, Togo, Benín, Nigèria, sud-oest de Camerun i de la República Centreafricana, Guinea Equatorial, el Gabon, República del Congo i República Democràtica del Congo.